# Liste der Nummer-eins-Hits in den Cash Box Charts (1978)
Diese Liste enthält alle Nummer-eins-Hits in den amerikanischen Cash Box Charts im Jahr 1978. Es gab in diesem Jahr 20 Nummer-eins-Singles.
| Singles |
| --- |
| - The Bee Gees: How Deep Is Your Love - 4 Wochen (17. Dezember 1977 – 13. Januar 1978) - Player: Baby Come Back - 2 Wochen (14. Januar – 27. Januar) - Randy Newman: Short People - 1 Woche (28. Januar – 3. Februar) - The Bee Gees: Stayin' Alive - 4 Wochen (4. Februar – 3. März) - Andy Gibb: (Love Is) Thicker Than Water - 1 Woche (4. März – 10. März) - Samantha Sang: Emotion - 1 Woche (11. März – 17. März) - The Bee Gees: Night Fever - 8 Wochen (18. März – 12. Mai) - Yvonne Elliman: If I Can't Have You - 1 Woche (13. Mai – 19. Mai) - The Wings: With A Little Luck - 2 Wochen (20. Mai – 2. Juni) - Andy Gibb: Shadow Dancing - 6 Wochen (3. Juni – 14. Juli) - Gerry Rafferty: Baker Street - 2 Wochen (15. Juli – 28. Juli) - The Rolling Stones: Miss You - 2 Wochen (29. Juli – 11. August) - Commodores: Three Times A Lady - 4 Wochen (12. August – 8. September) - Frankie Valli: Grease - 1 Woche (9. September – 15. September) - A Taste of Honey: Boogie Oogie Oogie - 3 Wochen (16. September – 6. Oktober) - Exile: Kiss You All Over - 2 Wochen (7. Oktober – 20. Oktober) - Nick Gilder: Hot Child In The City - 3 Wochen (21. Oktober – 10. November) - Donna Summer: MacArthur Park - 2 Wochen (11. November – 24. November) - Barbra Streisand & Neil Diamond: You Don’t Bring Me Flowers - 3 Wochen (25. November – 15. Dezember) - Chic: Le Freak - 7 Wochen (16. Dezember 1978 – 2. Februar 1979) |